# Zwettl Stift
Zwettl Stift ist eine Ortschaft und eine Katastralgemeinde der Stadtgemeinde Zwettl-Niederösterreich im Bezirk Zwettl in Niederösterreich. Die Ortschaft hat 13 Einwohner (Stand 1. Jänner 2024).

## Geschichte
Laut Adressbuch von Österreich waren im Jahr 1938 in der Ortsgemeinde Zwettl (Stift) ein Arzt, ein Binder, ein Fleischer mit Gastwirtschaft, eine Gastwirtin mit Gemischtwarenhandel, ein Sägewerk, ein Schmied, eine Schneiderin, ein Tischler und einige Landwirte ansässig.

## Siedlungsentwicklung
Zum Jahreswechsel 1979/1980 befanden sich in der Katastralgemeinde Zwettl Stift insgesamt 117 Bauflächen mit 74.402 m² und 93 Gärten auf 86.565 m², 1989/1990 gab es 176 Bauflächen. 1999/2000 war die Zahl der Bauflächen auf 390 angewachsen und 2009/2010 bestanden 190 Gebäude auf 389 Bauflächen.

## Bodennutzung
Die Katastralgemeinde ist forstwirtschaftlich geprägt. 329 Hektar wurden zum Jahreswechsel 1979/1980 landwirtschaftlich genutzt und 555 Hektar waren forstwirtschaftlich geführte Waldflächen. 1999/2000 wurde auf 279 Hektar Landwirtschaft betrieben und 588 Hektar waren als forstwirtschaftlich genutzte Flächen ausgewiesen. Ende 2018 waren 221 Hektar als landwirtschaftliche Flächen genutzt und Forstwirtschaft wurde auf 590 Hektar betrieben. Die durchschnittliche Bodenklimazahl von Zwettl Stift beträgt 20 (Stand 2010).

## Sehenswürdigkeiten
- Stift Zwettl